# DB손해보험
DB손해보험(DB損害保險, DB Insurance Co., Ltd.)은 DB그룹의 손해보험 회사다.

## 역사
1962년 한국자동차보험공영사로 설립되었다. 1983년 DB그룹이 경영권을 인수하였으며, 1984년 자동차보험전업사에서 손해보험 전종목을 취급하는 종합손해보험사로 전환하였다. 1995년 한국자동차보험에서 동부화재해상보험으로 사명을 변경하였으며, 2017년 동부화재해상보험에서 DB손해보험으로 사명을 변경하였다.

## 같이 보기
- 원주 DB 프로미